# Abi Ofarim
Abraham Reichstadt, dit Abi Ofarim (אבי עופרים en hébreu, né le 5 octobre 1937 à Safed (Palestine mandataire) et mort le 4 mai 2018 à Munich (Allemagne]) est un chanteur israélien.

## Biographie

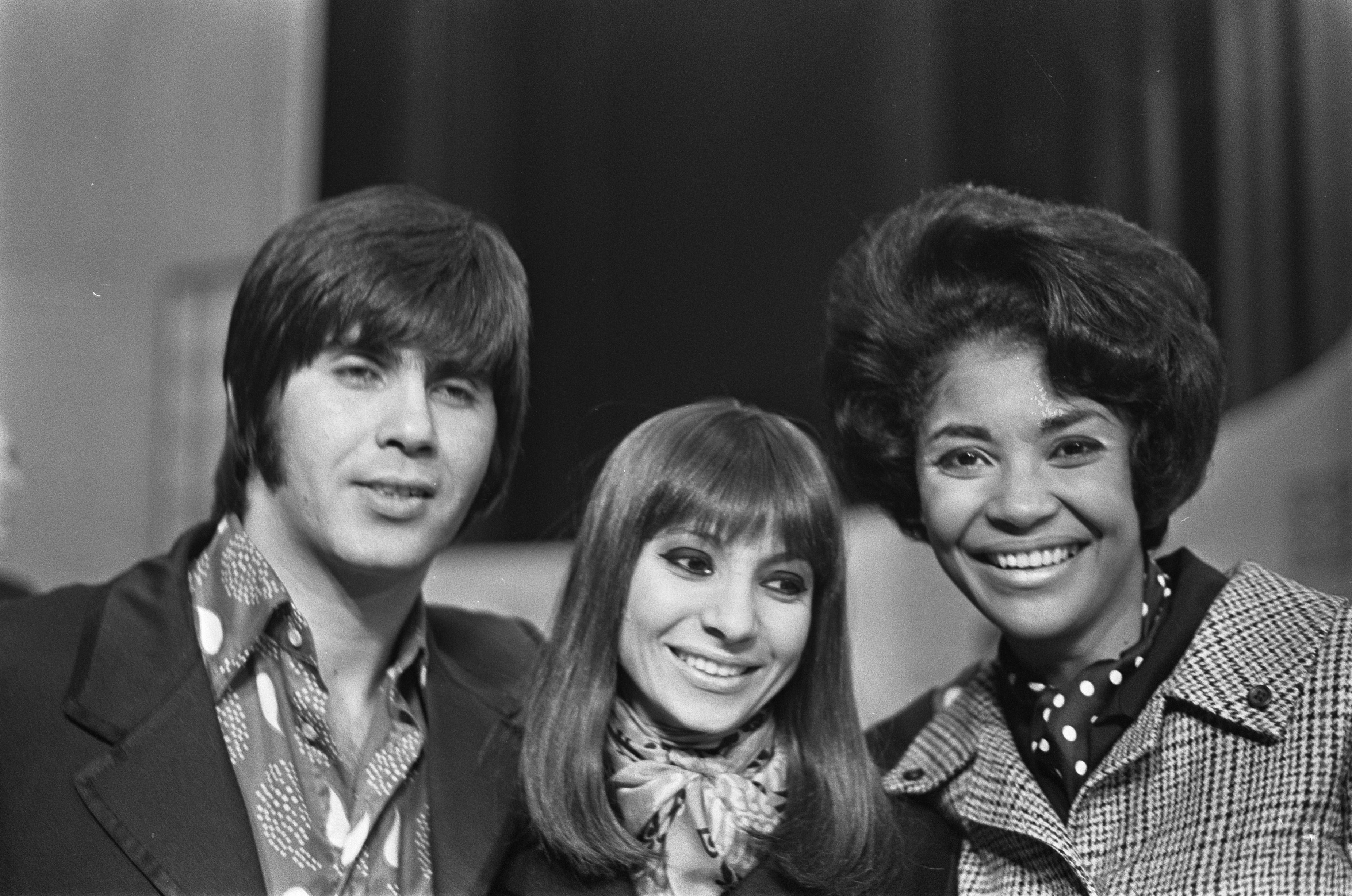
Esther & Abi Ofarim et Nancy Wilson en 1968.

Dans les années 1960, Abi Ofarim mène une carrière internationale, notamment en Allemagne, en compagnie de sa femme Esther, avec qui il forme le duo Esther & Abi Ofarim.
À la fin des années 1960, il a une liaison avec l'actrice allemande Iris Berben. Après la séparation d'avec Esther Ofarim, il tente une carrière solo qui ne connaît pas le succès. En parallèle, il mène une carrière de producteur musical, il travaille notamment avec Margot Werner (de).
En janvier 1979, Abi Ofarim est arrêté pour possession de drogue et évasion fiscale et passe quatre semaines de détention provisoire à la prison de Stadelheim. Il est condamné à une peine d'un an avec sursis.
En 1982, il sort un album Much too Much, et un livre de souvenirs Der Preis der wilden Jahre. Abi Ofarim annonce peu après ses adieux à la scène et continue la production. En 2009, il publie un nouvel album, Too Much of Something, après 27 ans d'absence.
En avril 2014, il présente son association « Kinder von gestern e. V. » pour une sorte de « centre de jeunesse » à destination des personnes âgées à Munich, un projet social contre la pauvreté et la solitude des aînés - un grand succès depuis quatre années.

### Famille
Abi Ofarim est le père des acteurs et chanteurs Gil Ofarim et Tal Ofarim.

## Source de la traduction
- (de) Cet article est partiellement ou en totalité issu de l’article de Wikipédia en allemand intitulé « Abi Ofarim » (voir la liste des auteurs).